# مبرهنة بطليموس
في الرياضيات، مبرهنة بطليموس هي مبرهنة في الهندسة الإقليدية بين الأضلاع الأربعة وقطري رباعي دائري. سميت هذه المبرهنة على اسم عالم الفلك والرياضيات الإغريقي بطليموس.

رباعيات دائرية مختلفة

مبرهنة بطليموس

إذا كان الرباعي الدائري معرفاً برؤوسه الأربعة ABCD تنص المبرهنة أن:
{\displaystyle {\overline {AC}}\cdot {\overline {BD}}={\overline {AB}}\cdot {\overline {CD}}+{\overline {BC}}\cdot {\overline {AD}}}
حيث الخط العلوي يرمز إلى طول الضلع بين نقطتين من الرباعي الدائري.
يعبر عن العلاقة السابقة لفظياً كالتالي:
في أي رباعي دائري يكون مجموع جداء أي ضلعين متقابلين مساوياً لجداء قطري الرباعي الدائري.